# Ekvatorijalni jezici
Ekvatorijalni jezici, grana andsko-ekvatorijalnih jezika kojima govore Indijanci u ekvatorijalnom području Južne Amerike. 
Joseph H. Greenberg (1987) dijeli je na uže porodice tusha, taruma, coche, yuracare, piaroa, zamuco, cayuvava, jibaro-kandoshi (s jibaro, yaruro, kandoshio, esmeralda, cofan), timote, macro-arawakan (s otomaco, katembri, tiniguan, guahibo, arawakan, kariri-tupi ( s kariri i tupi) i trumai.

## Vanjske poveznice
- Equatorial[neaktivna poveznica]